# Brachymeles mindorensis
Brachymeles mindorensis — вид сцинкоподібних ящірок родини сцинкових (Scincidae). Ендемік Філіппін.

## Поширення і екологія
Brachymeles mindorensis є ендеміками острова Міндоро. Вони живуть у вторинних і порушених тропічних лісах, в пухкому ґрунті, серед опалого листя і коріння дерев, трапляються в садах і на плантаціях, поблизу людських поселень.